# 410 Klorida
410 Klorida (mednarodno ime 410 Chloris, starogrško χλωρις: Kloris) je  velik in temen asteroid tipa C v glavnem asteroidnem pasu. Pripada družini asteroidov Klorida. Je največji asteroid v tej družini in je po njem družina tudi dobila ime.

## Odkritje
Asteroid je odkril Auguste Honoré Charlois (1864 – 1910) 7. avgusta 1896.. Poimenovan je po Kloridi, boginji cvetoče narave iz grške mitologije (v rimski mitologiji je podobna boginja Flora).

## Lastnosti
Asteroid Klorida obkroži Sonce v 4,51 letih. Njegova tirnica ima izsrednost 0,237, nagnjena pa je za 10,921° proti ekliptiki. Njegov premer je 124,0 km, okrog svoje osi pa se zavrti v 32,50 urah .

Asteroid je verjetno sestavljen iz enostavnih ogljikovih spojin.